# Elena, diventerò presidente
Elena, diventerò presidente (Diary of a Future President) è una serie televisiva commedia creata da Ilana Peña, presentata in anteprima su Disney+ il 17 gennaio 2020. Gina Rodriguez è la produttrice esecutiva attraverso la sua compagnia I Can & I Will Productions, che ha prodotto la serie in associazione con CBS Television Studios. Robin Shorr è lo showrunner della serie al fianco di altri produttori esecutivi come Ilana Peña ed Emily Gipson.
La serie viene raccontata attraverso una raccolta di voci fuori campo del personaggio centrale Elena, mentre legge dal suo diario. La serie è incentrata sulla ragazza dodicenne cubana-statunitense, che frequenta la scuola media, mentre aspira a diventare una futura presidente degli Stati Uniti. 
Rodriguez recita nei flashforward, nella versione adulta di Elena, mentre sta intraprendendo la sua campagna presidenziale.
Il 29 maggio 2020 Disney+ ha rinnovato la serie per una seconda stagione.

## Trama
Elena è una ragazza cubana-statunitense di 12 anni che frequenta la scuola media e deve farsi strada attraverso le pressioni personali e sociali dell'adolescenza. Raccontata attraverso la narrazione di Elena come scritto nel suo diario, la serie segue gli eventi quotidiani della sua vita e le sue interazioni con amici e familiari. Vive con suo fratello maggiore Bobby, sua madre Gabi, che sviluppa una nuova relazione con Sam, un avvocato del suo studio. Elena ha un forte desiderio di diventare una presidente degli Stati Uniti, come visto attraverso i flashforwards della sua campagna politica di lei adulta.

## Episodi
| Stagione         | Episodi | Pubblicazione USA | Pubblicazione Italia |
| ---------------- | ------- | ----------------- | -------------------- |
| Prima stagione   | 10      | 2020              | 2020                 |
| Seconda stagione | 10      | 2021              | 2021                 |

## Personaggi e interpreti

### Principali
- Elena Cañero-Reed, interpretata da Tess Romero, doppiata da Chiara Fabiano. Una ragazza cubana-statunitense di 12 anni, sicura e volitiva, con il desiderio di diventare una futura Presidente degli Stati Uniti d'America.[5][3]
- Futura Elena Cañero-Reed, interpretata da Gina Rodriguez, doppiata da Erica Necci. Viene mostrata attraverso i flashforward per intraprendere una campagna presidenziale.[5][6]
- Gabriela "Gabi" Cañero-Reed, interpretata da Selenis Leyva, doppiata da Francesca Fiorentini. Madre di Elena che lavora come avvocato.[5][3]
- Robbie "Bobby" Cañero-Reed, interpretato da Charlie Bushnell, doppiato da Alessandro Pace. L'atletico fratello maggiore di Elena che sta mettendo in dubbio la sua eterosessualità.[5][3]
- Sam Faber, interpretato da Michael Weaver, doppiato da Francesco Bulckaen. Un avvocato dello studio di Gabi con cui sviluppa una nuova relazione.[5][3]

### Ricorrenti
- Sasha, interpretata da Carmina Garay, doppiata da Lucrezia Roma. La migliore amica di Elena.
- Melissa, interpretata da Sanai Victoria, doppiata da Chiara Vidale. La rivale di Elena e Sasha che ha "rubato" la loro migliore amica, Jessica.
- Camila, interpretata da Jessica Marie Garcia, doppiata da Domitilla D'Amico. Una paralegale nonché cara amica di Gabi, che ha paura di dire ai suoi genitori che ha una ragazza.[7]
- Jessica, interpretata da Harmeet Pandey, doppiata da Luna Iansante. L'ex migliore amica di Elena, ora amica di Melissa.
- Monyca, interpretata da Avantika Vandanapu, doppiata da Sara Labidi. La ex fidanzata di Bobby.
- Liam, interpretato da Brandon Severs, doppiato da Mattia Bolli. Compagno di squadra e amico di Bobby per il quale Bobby ha dei sentimenti.
- Dr. Cooper, interpretato da Gregg Binkley. Vicepreside della scuola.

### Guest
- Ms. Wexler, interpretata da Rachel Bloom. Un insegnante di inglese che sorprende Elena e Sasha a fare shopping in un negozio intimo.

## Produzione

### Sviluppo
Il 31 gennaio 2019 è stato annunciato che Disney+ aveva ordinato una prima stagione di dieci episodi di una nuova commedia in single-camera, che era originariamente intitolata Diary of a Female President. È stato riferito che la serie è stata creata da Ilana Peña, che sarebbe stata anche produttrice esecutiva insieme a Gina Rodriguez e Emily Gipson. Robin Shorr avrebbe dovuto essere coinvolto come showrunner. La serie è prodotta dalla società I Can & I Will Productions di Rodriguez in associazione con CBS Television Studios, che ha venduto la serie alla Disney. Il direttore creativo della CBS, David Nevins, ha dichiarato che la serie era stata presa in considerazione per andare in onda su The CW, ma che alla fine era più adatta al pubblico target di Disney+. Questo programma è stato il primo la cui sceneggiatura è stata prodotta da uno studio esterno per poi essere ordinata da Disney+. Nel dicembre 2019 è stato rivelato che il titolo del programma era cambiato in Diary of a Future President. Il 29 maggio 2020 Disney+ ha rinnovato la serie per una seconda stagione.

### Sceneggiatura
La serie rappresenta una famiglia latina, con Elena che viene descritta come cubana-statunitense nelle descrizioni dei personaggi. Rodriguez ha dichiarato di aver fondato la sua società di produzione nel tentativo di esprimere storie "per e dal sottorappresentato". La serie è stata dichiarata ispirata dall'infanzia di Pea.

### Casting
Nel luglio 2019, la produttrice esecutiva Rodriguez è stata annunciata per interpretare la versione adulta di Elena, che appare in flashforwards mentre intraprende la sua campagna politica. Rodriguez ha anche rivelato di dirigere il primo episodio della serie. Fu anche annunciato che Tess Romero e Charlie Bushnell avrebbero interpretato rispettivamente i fratelli Elena e Bobby, mentre Selenis Leyva fu scelta come Gabi, la mamma, e Michael Weaver come suo interesse amoroso, Sam.

### Riprese
La produzione della prima stagione è iniziata a luglio 2019 a Los Angeles. Inizialmente era previsto che la stagione sarebbe stata filmata da giugno a settembre.

## Promozione
Il primo poster è stato rilasciato il 16 dicembre 2019, insieme ai dettagli dei primi due episodi. Il primo trailer della serie è stato rilasciato il 6 gennaio 2020, ed è stato anche rivelato un poster aggiuntivo.
Il primo trailer in italiano è stato rilasciato il 29 febbraio 2020. 

## Distribuzione
Il primo episodio è stato distribuito sul servizio di streaming Disney+, negli Stati Uniti e a livello internazionale il 17 gennaio 2020 in 4K HDR. Ulteriori episodi verranno pubblicati settimanalmente sul servizio, distribuiti ogni venerdi.

## Accoglienza

### Critica
Sul sito aggregatore di recensioni Rotten Tomatoes, la serie detiene una valutazione di approvazione del 100% sulla base di 8 recensioni con una valutazione media di 6/10.
Common Sense Media ha assegnato alla serie 3 stelle su 5, affermando: "I genitori devono sapere che Elena, diventerò presidente segue gli alti e i bassi di una studentessa cubana-statunitense le cui esperienze aiutano a prepararla per un'eventuale ascesa alla presidenza. La serie imposta il suo sguardo riflessivo sulla vita quotidiana della dodicenne Elena (Tess Romero) e poi si sistema lì per tutta la durata, piuttosto che rimbalzare avanti e indietro tra i personaggi adulti e adolescenti di Elena. L'onestà della serie nell'affrontare problemi come emozioni difficili, stress e persone problematiche solleva punti di discussione degni per le famiglie. Altri argomenti, ad esempio le mestruazioni, che vengono discusse frequentemente e francamente, possono ispirare domande, a seconda dell'età e della consapevolezza dei tuoi figli. Questa serie risulta piacevole e presenta un cast diversificato, una fortenucleo familiare, e un interlocutore laboriosa e sicura di sé che aspira - e alla fine ottiene - grandi cose ".

## Riconoscimenti
- 2020 – Imagen Foundation Awards[20]
  - Candidato - Miglior giovane attore - Televisione a Tess Romero
  - Candidato - Miglior composizione musicale per Film o TV a Joey Newman
  - Candidato - Miglior supervisione musicale per Film o TV a Janet Lopez